# Mannschaftskader der österreichischen 1. Bundesliga im Schach 2015/16 (Frauen)
Die Liste der Mannschaftskader der österreichischen 1. Bundesliga im Schach 2015/16 (Frauen) enthält alle Spielerinnen, die für die österreichische Schachbundesliga der Frauen 2015/16 gemeldet wurden mit ihren Einzelergebnissen.

## Allgemeines
Die beteiligten Vereine durften maximal 14 Spielerinnen sowie zusätzlich zwei Jugendspielerinnen melden, aufgehoben wurde die bisherige Einschränkung, dass nur Österreicherinnen spielberechtigt waren. Kein Verein nahm das maximale Kontingent in Anspruch. Nicht alle gemeldeten Spielerinnen kamen auch zum Einsatz. Während der SC Extraherb WS drei Spielerinnen einsetzte (und damit in jedem Wettkampf mindestens eine Partie kampflos abgab), spielten bei ASVÖ Pamhagen neun Spielerinnen mindestens eine Partie. Insgesamt kamen 72 Spielerinnen zum Einsatz, von denen 19 keinen Wettkampf verpassten.
Punktbeste Spielerinnen waren Nataša Richterová (SG Steyr) und Janine Kimpel (Schach ohne Grenzen) mit je 5 Punkten, wobei Richterová fünf Partien spielte, Kimpel sieben. Je 4,5 Punkte erreichten Veronika Exler (ASVÖ Wulkaprodersdorf), Orsoyla Horváth (SG Feldbach-Kirchberg) und Anna-Lena Schnegg (Mayrhofen/SK Zell/Zillertal), von diesen spielten Exler und Horváth je sechs Partien, Schnegg sieben.
Neben Richterová erreichten mit Elena Borić (ASVÖ Wulkaprodersdorf), Daiva Batytė, Júlia Kočetková, Jutta Borek (alle ASVÖ Pamhagen), Barbara Teuschler (Chessgraz), Gladis Sandra Céspedes Alba (tschaturanga) und Karin Roos (Schach ohne Grenzen) weitere sieben Spielerinnen 100 %, von diesen spielten Borić vier Partien, Batytė und Teuschler je drei, Kočetková zwei und die übrigen Genannten je eine.

## Legende
Die nachstehenden Tabellen enthalten folgende Informationen:
- Nr.: Ranglistennummer
- Titel: FIDE-Titel zu Saisonbeginn (Eloliste vom November 2015); IM = Internationaler Meister, WGM = Großmeister der Frauen, WIM = Internationaler Meister der Frauen, WFM = FIDE-Meister der Frauen, WCM = Candidate Master der Frauen
- Elo: (FIDE-)Elo-Zahl zu Saisonbeginn (Eloliste vom November 2015); wenn diese Zahl eingeklammert ist, so handelt es sich nicht um eine FIDE-Elo, sondern um eine österreichische Elozahl
- Nation: Nationalität gemäß Eloliste vom November 2015
- G: Anzahl Gewinnpartien (kampflose Siege werden in den Einzelbilanzen berücksichtigt)
- R: Anzahl Remispartien
- V: Anzahl Verlustpartien (kampflose Niederlagen werden in den Einzelbilanzen nicht berücksichtigt)
- Pkt.: Anzahl der erreichten Punkte
- Partien: Anzahl der gespielten Partien
- Elo-Performance: Turnierleistung der Spielerinnen mit mindestens fünf Partien
- grau hinterlegte Spielerinnen kamen nicht zum Einsatz

## ASVÖ Pamhagen
| Nr. | Titel | Name                   | Elo  | Nation     | G | R | V | Pkt. | Partien | Elo- Perf. |
| --- | ----- | ---------------------- | ---- | ---------- | - | - | - | ---- | ------- | ---------- |
| 1   | IM    | Eva Moser              | 2442 | Österreich | 0 | 0 | 0 | 0    | 0       |            |
| 2   | IM    | Eva Repková            | 2305 | Slowakei   | 0 | 0 | 0 | 0    | 0       |            |
| 3   | WGM   | Regina Theissl-Pokorná | 2355 | Österreich | 3 | 1 | 3 | 3,5  | 7       |            |
| 4   | WGM   | Júlia Kočetková        | 2320 | Slowakei   | 2 | 0 | 0 | 2    | 2       |            |
| 5   | WIM   | Veronika Maslíková     | 2231 | Slowakei   | 1 | 1 | 0 | 1,5  | 2       |            |
| 6   | WFM   | Elisabeth Hapala       | 2066 | Österreich | 1 | 2 | 0 | 2    | 3       |            |
| 7   | WFM   | Daiva Batytė           | 2147 | Litauen    | 3 | 0 | 0 | 3    | 3       |            |
| 8   |       | Stepanka Schirmbeck    | 2065 | Tschechien | 0 | 0 | 0 | 0    | 0       |            |
| 9   | WIM   | Helene Mira            | 2066 | Österreich | 1 | 0 | 1 | 1    | 2       |            |
| 10  | WFM   | Maria Horvath          | 1953 | Österreich | 2 | 1 | 0 | 2,5  | 3       |            |
| 11  | WFM   | Jutta Borek            | 2042 | Österreich | 1 | 0 | 0 | 1    | 1       |            |
| 12  |       | Renata Kosc            | 2013 | Österreich | 3 | 2 | 0 | 4    | 5       |            |
| 13  |       | Michaela Hapala        | 1793 | Österreich | 0 | 0 | 0 | 0    | 0       |            |
| 14  |       | Eva Unger              | 1767 | Österreich | 0 | 0 | 0 | 0    | 0       |            |
| 15  |       | Anna Fleischhacker     |      | Österreich | 0 | 0 | 0 | 0    | 0       |            |

## ASVÖ Wulkaprodersdorf
| Nr. | Titel | Name                    | Elo   | Nation                  | G | R | V | Pkt. | Partien | Elo- Perf. |
| --- | ----- | ----------------------- | ----- | ----------------------- | - | - | - | ---- | ------- | ---------- |
| 1   | WIM   | Katharina Newrkla       | 2206  | Österreich              | 2 | 0 | 1 | 2    | 3       |            |
| 2   | WFM   | Veronika Exler          | 2192  | Österreich              | 4 | 1 | 1 | 4,5  | 6       |            |
| 3   | WIM   | Anna-Christina Kopinits | 2231  | Österreich              | 2 | 2 | 0 | 3    | 4       |            |
| 4   | WIM   | Elena Borić             | 2199  | Bosnien und Herzegowina | 4 | 0 | 0 | 4    | 4       |            |
| 5   |       | Evelyn Rampler          | 1839  | Österreich              | 2 | 2 | 2 | 3    | 6       |            |
| 6   |       | Verena Tschida          | 1650  | Österreich              | 1 | 0 | 4 | 1    | 5       |            |
| 7   |       | Martina Elgsäer         | (979) | Österreich              | 0 | 0 | 0 | 0    | 0       |            |

## SK Dornbirn
| Nr. | Titel | Name             | Elo    | Nation      | G | R | V | Pkt. | Partien | Elo- Perf. |
| --- | ----- | ---------------- | ------ | ----------- | - | - | - | ---- | ------- | ---------- |
| 1   | WFM   | Julia Novkovic   | 2153   | Österreich  | 1 | 3 | 3 | 2,5  | 7       |            |
| 2   |       | Annika Fröwis    | 2067   | Österreich  | 3 | 1 | 3 | 3,5  | 7       |            |
| 3   |       | Olga Kurapova    | 2001   | Schweiz     | 1 | 0 | 1 | 1    | 2       |            |
| 4   |       | Jana Breder      | 1825   | Deutschland | 4 | 1 | 0 | 4,5  | 5       |            |
| 5   |       | Martha Pilsan    | 1630   | Österreich  | 2 | 1 | 2 | 2,5  | 5       |            |
| 6   |       | Matea Martic     | 1527   | Österreich  | 0 | 0 | 0 | 0    | 0       |            |
| 7   |       | Aydan Bas        | 1500   | Österreich  | 0 | 0 | 0 | 0    | 0       |            |
| 8   |       | Sylvia Karner    | (1380) | Österreich  | 0 | 1 | 1 | 0,5  | 2       |            |
| 9   |       | Nola Pichler     | (1121) | Österreich  | 0 | 0 | 0 | 0    | 0       |            |
| 10  |       | Sabrina Pribozic | (1043) | Österreich  | 0 | 0 | 0 | 0    | 0       |            |

## SG Steyr
| Nr. | Titel | Name                         | Elo    | Nation      | G | R | V | Pkt. | Partien | Elo- Perf. |
| --- | ----- | ---------------------------- | ------ | ----------- | - | - | - | ---- | ------- | ---------- |
| 1   | WFM   | Nataša Richterová            | 2147   | Tschechien  | 5 | 0 | 0 | 5    | 5       |            |
| 2   |       | Elisabeth Saler-Grafenberger | 1928   | Österreich  | 2 | 0 | 3 | 2    | 5       |            |
| 3   |       | Regina Heyne                 | 1822   | Deutschland | 0 | 0 | 0 | 0    | 0       |            |
| 4   |       | Christa Hackbarth            | 1875   | Österreich  | 0 | 1 | 2 | 0,5  | 3       |            |
| 5   |       | Monika Molnar                | 1876   | Österreich  | 3 | 1 | 3 | 3,5  | 7       |            |
| 6   |       | Laura Nagy                   | 1870   | Österreich  | 2 | 1 | 1 | 2,5  | 4       |            |
| 7   |       | Julia Bernhard               | 1777   | Österreich  | 3 | 0 | 1 | 3    | 4       |            |
| 8   |       | Andrea Nagy                  | 1702   | Österreich  | 0 | 0 | 0 | 0    | 0       |            |
| 9   |       | Martina Amritzer             | (1316) | Österreich  | 0 | 0 | 0 | 0    | 0       |            |
| 10  |       | Helene Giester               | (840)  | Österreich  | 0 | 0 | 0 | 0    | 0       |            |

## Spielgemeinschaft Feldbach-Kirchberg
| Nr. | Titel | Name                    | Elo    | Nation     | G | R | V | Pkt. | Partien | Elo- Perf. |
| --- | ----- | ----------------------- | ------ | ---------- | - | - | - | ---- | ------- | ---------- |
| 1   | IM    | Ildikó Mádl             | 2343   | Ungarn     | 0 | 0 | 0 | 0    | 0       |            |
| 2   |       | Reka Horvath            | 2016   | Österreich | 3 | 0 | 4 | 3    | 7       |            |
| 3   |       | Jasmin-Denise Schloffer | 1868   | Österreich | 3 | 0 | 1 | 3    | 4       |            |
| 4   |       | Sandra Wilfling         | 1867   | Österreich | 2 | 1 | 4 | 2,5  | 7       |            |
| 5   |       | Orsoyla Horváth         | 1905   | Ungarn     | 3 | 3 | 0 | 4,5  | 6       |            |
| 6   |       | Sara Felberbauer        | (1381) | Österreich | 1 | 0 | 3 | 1    | 4       |            |
| 7   |       | Hannah Hadler           | (1211) | Österreich | 0 | 0 | 0 | 0    | 0       |            |
| 8   |       | Denise Hadler           | (1032) | Österreich | 0 | 0 | 0 | 0    | 0       |            |
| 9   |       | Christina Kaufmann      | (884)  | Österreich | 0 | 0 | 0 | 0    | 0       |            |
| 10  |       | Gloria Hajek            | (877)  | Österreich | 0 | 0 | 0 | 0    | 0       |            |
| 11  |       | Cornelia Tantscher      |        | Österreich | 0 | 0 | 0 | 0    | 0       |            |

## tschaturanga
| Nr. | Titel | Name                        | Elo    | Nation      | G | R | V | Pkt. | Partien | Elo- Perf. |
| --- | ----- | --------------------------- | ------ | ----------- | - | - | - | ---- | ------- | ---------- |
| 1   |       | Anastasija Kolba            | 1941   | Ukraine     | 0 | 0 | 0 | 0    | 0       |            |
| 2   |       | Nadine Kremer               | 1860   | Luxemburg   | 2 | 0 | 2 | 2    | 4       |            |
| 3   |       | Margot Landl                | 1878   | Österreich  | 1 | 2 | 4 | 2    | 7       |            |
| 4   |       | Alexandra Busuioc           | 1882   | Österreich  | 0 | 0 | 0 | 0    | 0       |            |
| 5   |       | Rebecca Fritz               | 1779   | Österreich  | 2 | 2 | 2 | 3    | 6       |            |
| 6   |       | Gladis Sandra Céspedes Alba | 1846   | Bolivien    | 1 | 0 | 0 | 1    | 1       |            |
| 7   |       | Ivana Stanimirović          | 1709   | Serbien     | 0 | 0 | 0 | 0    | 0       |            |
| 8   |       | Gisa Sonntag                | 1845   | Deutschland | 0 | 0 | 0 | 0    | 0       |            |
| 9   |       | Valentina Bauer             | 1793   | Österreich  | 0 | 0 | 0 | 0    | 0       |            |
| 10  |       | Magdalena Steiner           | 1767   | Österreich  | 3 | 1 | 3 | 3,5  | 7       |            |
| 11  |       | Sabine Kirschenhofer        | 1482   | Österreich  | 0 | 0 | 0 | 0    | 0       |            |
| 12  |       | Yana Zakirova               | (1419) | Österreich  | 1 | 1 | 1 | 1,5  | 3       |            |
| 13  |       | Karoline Spalt              | (1171) | Österreich  | 0 | 0 | 0 | 0    | 0       |            |
| 14  |       | Alina Moldazhanova          |        | Österreich  | 0 | 0 | 0 | 0    | 0       |            |

## SV Autohof St. Veit an der Glan
| Nr. | Titel | Name                   | Elo    | Nation      | G | R | V | Pkt. | Partien | Elo- Perf. |
| --- | ----- | ---------------------- | ------ | ----------- | - | - | - | ---- | ------- | ---------- |
| 1   |       | Stefanie Düssler       | 2072   | Deutschland | 1 | 1 | 1 | 1,5  | 3       |            |
| 2   |       | Laura Hiebler          | 2119   | Österreich  | 1 | 3 | 1 | 2,5  | 5       |            |
| 3   |       | Chiara Polterauer      | 1969   | Österreich  | 2 | 1 | 0 | 2,5  | 3       |            |
| 4   |       | Laura Tarmastin        | 1855   | Österreich  | 2 | 2 | 3 | 3    | 7       |            |
| 5   |       | Margit Hennings        | 1951   | Österreich  | 0 | 0 | 0 | 0    | 0       |            |
| 6   |       | Hannah Sommer          | 1761   | Österreich  | 0 | 1 | 0 | 0,5  | 1       |            |
| 7   |       | Maria Krassnitzer      | 1587   | Österreich  | 3 | 2 | 2 | 4    | 7       |            |
| 8   |       | Helga Stangl           | 1560   | Österreich  | 0 | 0 | 0 | 0    | 0       |            |
| 9   |       | Alexandra Kogler       | 1399   | Österreich  | 1 | 1 | 0 | 1,5  | 2       |            |
| 10  |       | Denise Tarmastin       | 1494   | Österreich  | 0 | 0 | 0 | 0    | 0       |            |
| 11  |       | Chiara Marika Mostoegl | (1242) | Österreich  | 0 | 0 | 0 | 0    | 0       |            |
| 12  |       | Vanessa di Vora        | (1168) | Österreich  | 0 | 0 | 0 | 0    | 0       |            |

## Schach ohne Grenzen
| Nr. | Titel | Name                  | Elo    | Nation      | G | R | V | Pkt. | Partien | Elo- Perf. |
| --- | ----- | --------------------- | ------ | ----------- | - | - | - | ---- | ------- | ---------- |
| 1   |       | Hanna Marie Klek      | 2303   | Deutschland | 2 | 0 | 1 | 2    | 3       |            |
| 2   | WFM   | Anita Stangl          | 2061   | Deutschland | 1 | 2 | 0 | 2    | 3       |            |
| 3   |       | Christin Anker        | 1864   | Österreich  | 1 | 1 | 5 | 1,5  | 7       |            |
| 4   |       | Eva Wunderl           | 1905   | Österreich  | 2 | 1 | 2 | 2,5  | 5       |            |
| 5   |       | Marie-Christine Bauer | 1861   | Österreich  | 0 | 0 | 0 | 0    | 0       |            |
| 6   |       | Janine Kimpel         | (1765) | Österreich  | 4 | 2 | 1 | 5    | 7       |            |
| 7   |       | Karin Roos            | 1799   | Deutschland | 1 | 0 | 0 | 1    | 1       |            |
| 8   |       | Angelina Zhbanova     | 1430   | Österreich  | 0 | 0 | 0 | 0    | 0       |            |
| 9   |       | Magdalena Mörwald     | 1486   | Österreich  | 0 | 1 | 1 | 0,5  | 2       |            |
| 10  | WIM   | Helga Axt             |        | Deutschland | 0 | 0 | 0 | 0    | 0       |            |
| 11  |       | Ina Anker             |        | Österreich  | 0 | 0 | 0 | 0    | 0       |            |

## Chessgraz
| Nr. | Titel | Name               | Elo    | Nation      | G | R | V | Pkt. | Partien | Elo- Perf. |
| --- | ----- | ------------------ | ------ | ----------- | - | - | - | ---- | ------- | ---------- |
| 1   | WGM   | Melanie Ohme       | 2301   | Deutschland | 0 | 0 | 0 | 0    | 0       |            |
| 2   | WIM   | Dorsa Derakhshani  | 2365   | Iran        | 1 | 1 | 0 | 1,5  | 2       |            |
| 3   | WFM   | Barbara Teuschler  | 2177   | Österreich  | 3 | 0 | 0 | 3    | 3       |            |
| 4   | WFM   | Laima Domarkaitė   | 2135   | Litauen     | 0 | 0 | 0 | 0    | 0       |            |
| 5   | WFM   | Alisa Frey         | 2105   | Deutschland | 0 | 0 | 0 | 0    | 0       |            |
| 6   |       | Eliza Truszkiewicz | 1925   | Österreich  | 2 | 1 | 2 | 2,5  | 5       |            |
| 7   |       | Andrea Schmidbauer | 1867   | Österreich  | 3 | 1 | 3 | 3,5  | 7       |            |
| 8   |       | Elke Carola Huber  | 1747   | Österreich  | 0 | 0 | 0 | 0    | 0       |            |
| 9   |       | Mina Monadjem      | 1671   | Österreich  | 0 | 0 | 0 | 0    | 0       |            |
| 10  |       | Doris Vogel        | 1441   | Österreich  | 0 | 0 | 0 | 0    | 0       |            |
| 11  |       | Gertrude Fridrin   | (1331) | Österreich  | 0 | 0 | 0 | 0    | 0       |            |
| 12  |       | Gabriele Kaser     | (1314) | Österreich  | 0 | 2 | 5 | 1    | 7       |            |
| 13  |       | Verena Kozel       | (1587) | Österreich  | 0 | 0 | 0 | 0    | 0       |            |

## Mayrhofen/SK Zell/Zillertal
| Nr. | Titel | Name                | Elo    | Nation      | G | R | V | Pkt. | Partien | Elo- Perf. |
| --- | ----- | ------------------- | ------ | ----------- | - | - | - | ---- | ------- | ---------- |
| 1   | WGM   | Tícia Gara          | 2353   | Ungarn      | 0 | 0 | 0 | 0    | 0       |            |
| 2   | WIM   | Judith Fuchs        | 2317   | Deutschland | 1 | 1 | 0 | 1,5  | 2       |            |
| 3   | WFM   | Sonja Maria Bluhm   | 2203   | Deutschland | 0 | 0 | 0 | 0    | 0       |            |
| 4   | WFM   | Anna-Lena Schnegg   | 2100   | Österreich  | 4 | 1 | 2 | 4,5  | 7       |            |
| 5   |       | Karin Schnegg       | 2067   | Österreich  | 0 | 0 | 0 | 0    | 0       |            |
| 6   |       | Wu Min              | 1945   | Österreich  | 2 | 0 | 2 | 2    | 4       |            |
| 7   |       | Nikola Mayrhuber    | 1970   | Österreich  | 3 | 1 | 0 | 3,5  | 4       |            |
| 8   |       | Vanessa Röck        | 1632   | Österreich  | 1 | 3 | 3 | 2,5  | 7       |            |
| 9   |       | Isabella Eichhorner | (1227) | Österreich  | 0 | 0 | 0 | 0    | 0       |            |

## SK Baden
| Nr. | Titel | Name               | Elo  | Nation      | G | R | V | Pkt. | Partien | Elo- Perf. |
| --- | ----- | ------------------ | ---- | ----------- | - | - | - | ---- | ------- | ---------- |
| 1   | IM    | Elisabeth Pähtz    | 2462 | Deutschland | 0 | 0 | 0 | 0    | 0       |            |
| 2   | WGM   | Diana Arutjunowa   | 2264 | Ukraine     | 0 | 0 | 0 | 0    | 0       |            |
| 3   |       | Denise Trippold    | 2043 | Österreich  | 2 | 2 | 1 | 3    | 5       |            |
| 4   |       | Venla Lymysalo     | 1714 | Österreich  | 2 | 0 | 5 | 2    | 7       |            |
| 5   |       | Vanessa Stallinger | 1801 | Österreich  | 0 | 1 | 4 | 0,5  | 5       |            |
| 6   |       | Lisa Berger        | 1579 | Österreich  | 1 | 0 | 2 | 1    | 3       |            |
| 7   |       | Melanie Lasinger   | 1483 | Österreich  | 1 | 1 | 1 | 1,5  | 3       |            |
| 8   |       | Sophie Panzenböck  | 1452 | Österreich  | 0 | 1 | 1 | 0,5  | 2       |            |
| 9   |       | Ayriyan Bella      |      | Tschechien  | 1 | 1 | 1 | 1,5  | 3       |            |

## SV Extraherb WS
| Nr. | Titel | Name                  | Elo    | Nation     | G | R | V | Pkt. | Partien | Elo- Perf. |
| --- | ----- | --------------------- | ------ | ---------- | - | - | - | ---- | ------- | ---------- |
| 1   | WIM   | Karmen Mar            | 2102   | Slowenien  | 1 | 0 | 4 | 1    | 5       |            |
| 2   |       | Andrea Zechner        | 1905   | Österreich | 2 | 1 | 4 | 2,5  | 7       |            |
| 3   |       | Kathrin Korp          | (1766) | Österreich | 0 | 0 | 0 | 0    | 0       |            |
| 4   |       | Melanie Mattersberger | 1634   | Österreich | 1 | 4 | 2 | 3    | 7       |            |
| 5   |       | Dunja Ulrich          | (1104) | Österreich | 0 | 0 | 0 | 0    | 0       |            |